# Jason Kubler
Jason Kubler (ur. 19 maja 1993 w Brisbane) – australijski tenisista, triumfator Australian Open 2023 w grze podwójnej.

## Kariera tenisowa
Startując w gronie juniorów, w maju 2010 został liderem klasyfikacji chłopców.
Zawodowym tenisistą Kubler jest od 2011.
W rozgrywkach ATP Tour Australijczyk wygrał jeden turniej w grze podwójnej z trzech osiągniętych finałów.
W zawodach ATP Challenger Tour wygrał osiem tytułów w grze pojedynczej.
W styczniu 2022 osiągnął finał w mikście podczas Australian Open, partnerując Jaimee Fourlis, z którą w meczu o tytuł przegrali z parą Kristina Mladenovic–Ivan Dodig 3:6, 4:6.
W 2023 roku wspólnie z Rinkym Hijikatą awansowali do finału Australian Open. W meczu mistrzowskim pokonali Hugo Nysa i Jana Zielińskiego 6:4, 7:6(4).
W rankingu gry pojedynczej najwyżej był na 63. miejscu (24 kwietnia 2023), a w klasyfikacji gry podwójnej na 27. pozycji (22 maja 2023).

### Finały w turniejach ATP Tour
| Legenda                                      |
| -------------------------------------------- |
| Wielki Szlem                                 |
| Igrzyska olimpijskie                         |
| Tennis Masters Cup / ATP Finals              |
| ATP Masters Series / ATP Tour Masters 1000   |
| ATP International Series Gold / ATP Tour 500 |
| ATP International Series / ATP Tour 250      |

#### Gra podwójna (1–2)
| Końcowy wynik | Nr | Data             | Turniej                    | Nawierzchnia | Partner        | Przeciwnicy                       | Wynik finału |
| ------------- | -- | ---------------- | -------------------------- | ------------ | -------------- | --------------------------------- | ------------ |
| Finalista     | 1. | 31 lipca 2022    | Atlanta                    | Twarda       | John Peers     | Thanasi Kokkinakis Nick Kyrgios   | 6:7(4), 5:7  |
| Finalista     | 2. | 25 września 2022 | San Diego                  | Twarda       | Luke Saville   | Nathaniel Lammons Jackson Withrow | 6:7(5), 2:6  |
| Zwycięzca     | 1. | 28 stycznia 2023 | Australian Open, Melbourne | Twarda       | Rinky Hijikata | Hugo Nys Jan Zieliński            | 6:4, 7:6(4)  |

#### Gra mieszana (0–1)
| Końcowy wynik | Nr | Data             | Turniej                    | Nawierzchnia | Partnerka      | Przeciwnicy                    | Wynik finału |
| ------------- | -- | ---------------- | -------------------------- | ------------ | -------------- | ------------------------------ | ------------ |
| Finalista     | 1. | 28 stycznia 2022 | Australian Open, Melbourne | Twarda       | Jaimee Fourlis | Kristina Mladenovic Ivan Dodig | 3:6, 4:6     |

### Zwycięstwa w turniejach ATP Challenger Tour w grze pojedynczej
| Końcowy wynik | Nr | Data                 | Turniej     | Nawierzchnia | Przeciwnik       | Wynik finału        |
| ------------- | -- | -------------------- | ----------- | ------------ | ---------------- | ------------------- |
| Zwycięzca     | 1. | 28 września 2014     | Sybin       | Ceglana      | Radu Albot       | 6:4, 6:1            |
| Zwycięzca     | 2. | 29 października 2017 | Traralgon   | Twarda       | Alex Bolt        | 2:6, 7:6(6), 7:6(3) |
| Zwycięzca     | 3. | 7 stycznia 2018      | Playford    | Twarda       | Brayden Schnur   | 6:4, 6:2            |
| Zwycięzca     | 4. | 15 lipca 2018        | Winnipeg    | Twarda       | Lucas Miedler    | 6:1, 6:1            |
| Zwycięzca     | 5. | 21 lipca 2019        | Gatineau    | Twarda       | Enzo Couacaud    | 6:4, 6:4            |
| Zwycięzca     | 6. | 1 sierpnia 2021      | Lexington   | Twarda       | Alejandro Tabilo | 7:5, 6:7(2), 7:5    |
| Zwycięzca     | 7. | 5 czerwca 2022       | Little Rock | Twarda       | Wu Tung-lin      | 6:0, 6:2            |
| Zwycięzca     | 8. | 24 czerwca 2023      | Ilkley      | Trawiasta    | Sebastian Ofner  | 6:4, 6:4            |